# Кисляков, Александр Григорьевич
Александр Григорьевич Кисляков (10 сентября 1947, с. Суворовское, Усть-Лабинский район, Краснодарский край, СССР — 17 октября 2021) — советский и российский политический и государственный деятель. В 1991—1997 годах занимал пост мэра города Орла.

## Биография
Александр Григорьевич Кисляков после окончания Воронежского инженерно-строительного института работал на различных инженерных должностях.

В 1990 году был избран на должность председателя Орловского городского Совета

В 1991—1997 годах занимал пост мэра города Орла.

В 1997 был назначен на должность заместителя Главы Администрации Орловской области по строительству и ЖКХ.

В 2002 г. по совместительству начинает работать в Орловском государственном техническом университете в должности профессора кафедры «Строительные конструкции и материалы».
Скончался А. Г. Кисляков 17 октября 2021 года.

## Награды
В 1997 г. Александр Григорьевич Кисляков был награждён Орденом Дружбы.